# Rob Blake

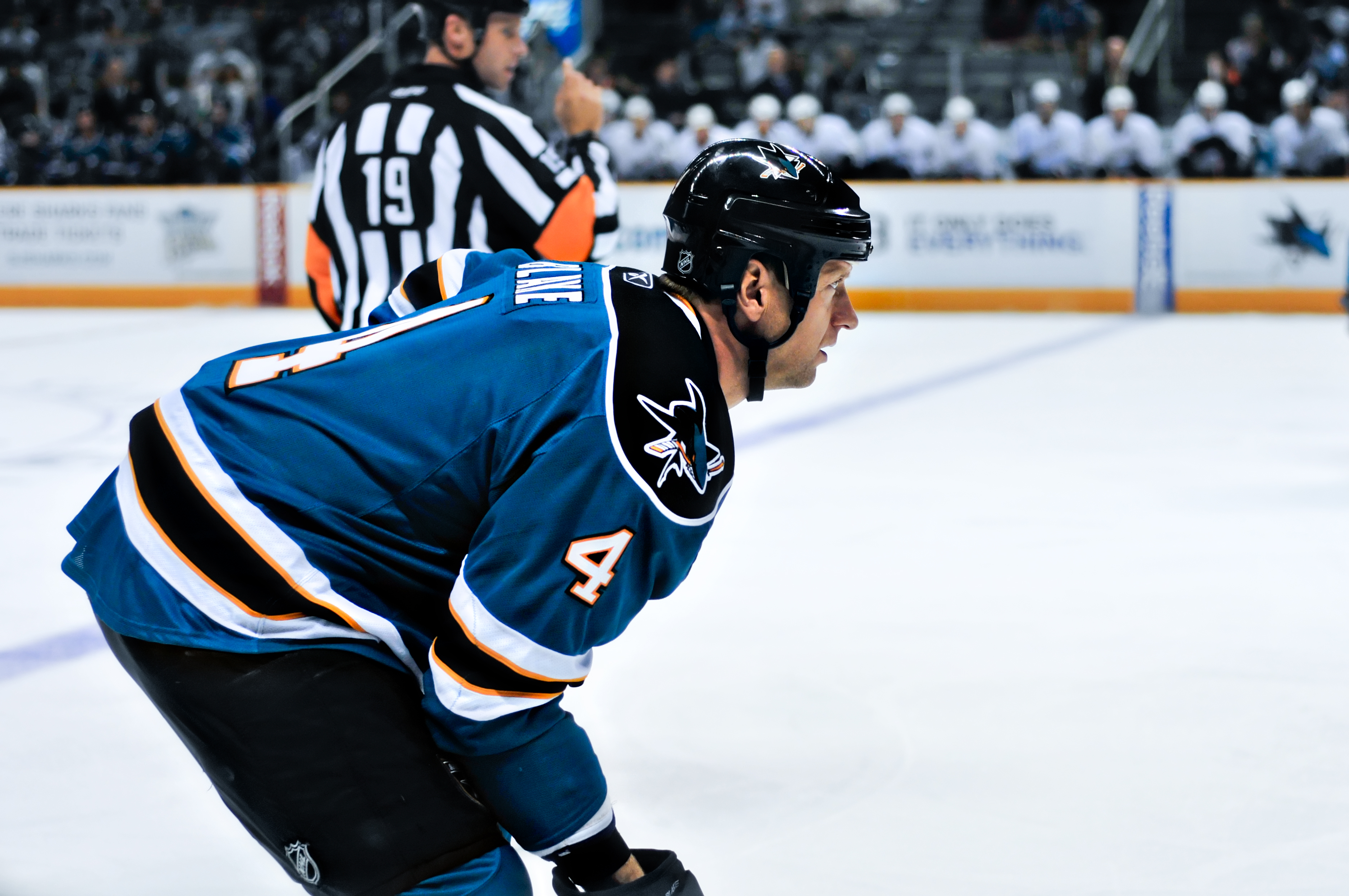
Rob Blake v dresu San Jose Sharks

Robert Bowlby Blake (* 10. prosince 1969, Simcoe, Ontario, Kanada) je bývalý kanadský hokejový obránce. Blake je jeden z členů Triple Gold Clubu, což znamená, že dokázal vyhrát zlaté medaile na mistrovství světa a zimních olympijských hrách a získal Stanley Cup. V současnosti působí na pozici asistenta generálního manažera v týmu Los Angeles Kings a také u kanadské reprezentace na světových šampionátech.

## Kariéra

### Hráčská kariéra
Začínal v týmu Brantford Classics v Ontarijské juniorské lize OHA-B (Ontario Hockey Association). V sezóně 1986/1987 přešel do týmu Stratford Cullitons, který hrál také OHA-B. V 18 letech šel hrát do USA na univerzitu Bowling Green University z ligy CCHA (Central Collegiate Hockey Association). Hned po první sezóně v tomto týmu ho draftoval tým Los Angeles Kings do NHL ve 4. kole na celkově 70. místě. Jemu se, ale paradoxně na univerzitě začalo dařit, až po draftu, když se v sezóně 1988/1989 dostal do nominace do CCHA 2. All-Star Týmu ligy (Ideální sestava ligy v sezóně). A v sezóně 1989/1990 se dostal dokonce do CCHA 1. All-Star Týmu ligy a současně do 1. All-American Týmu NCAA West (Ideální sestava sezóny všech amerických univerzit). V té sezóně nastoupil poprvé v NHL za tým Los Angeles Kings, za který ovšem odehrál pouze 4 zápasy.
Celou sezónu 1990/1991 už odehrál za Los Angeles Kings v NHL. Jako nováček si v 75 zápasech připsal 46 kanadských bodů za 12 gólů a 34 asistencí, což bylo na obránce vynikající a za své úspěchy si vysloužil jmenování do 1. All-Rookie Týmu NHL (Ideální sestava nováčků v sezóně NHL). Na konci sezóny byl nominován do reprezentačního týmu Kanady pro Mistrovství světa ve Finsku, kde vyhrál s týmem stříbrnou medaili. V další sezóně 1991/1992 se mu dařilo o poznání hůře, částečně i kvůli zranění. V sezóně 1992/1993 patřil k nejlepším obráncům ligy a vynikající byl hlavně v defenzivní činnosti, ale zároveň zvládal podporovat útok a nesmírně platný byl při přesilovkách. Ostatně jeho 59 kanadských bodů v 76 zápasech mluví za vše. V té sezóně se v Playoff NHL dostal s Los Angeles až do finále, ale tam byl jeho tým poražen Montrealem, ale díky výhře v Západní konferenci NHL získal spolu s týmem – Clarence S. Campbell Bowl. V sezóně 1993/1994 si dosáhl svoje osobní individuální rekordy platné až dodnes. V 84 zápasech dal 20 gólů a 48 asistencí, čímž si připsal 68 kanadských bodů. V tom ročníku NHL byl zvolen poprvé v kariéře do prestižního zápasu All-Star Game (Kde je spíše prestižní nominace, než přímo zápas). Na konci sezóny opět přijal možnost hrát za Tým Kanady na Mistrovství světa, tentokrát v Itálii. S reprezentací vyhrál ve čtvrtfinále nad Českou republikou 3:2, v semifinále nad Švédskem 6:0 a ve finále 2:1 v samostatných nájezdech nad Finskem, čímž získali zlaté medaile. Další dvě sezóny byli poznamenány zraněními. V sezóně 1994/1995 (Tato sezóna byla z důvodu stávky, jak hráčů, tak klubů NHL zkrácena na 48 zápasů základní části) odehrál pouze 24 zápasů a v sezóně 1995/1996 odehrál kvůli zranění kolene dokonce pouze 6 zápasů. V létě roku 1996 byl nominován do reprezentace pro prestižní Světový Pohár (nástupce Kanadského Poháru). Tým Kanady sice porazil ve čtvrtfinále 4:1 Německo a v semifinále v prodloužení 3:2 Švédsko, ale ve finále prohrál s USA 1:2 na zápasy. Rob Blake tedy získal s reprezentací Kanady stříbrné medaile na svém prvním Světovém Poháru. Po promaroděných sezónách se v sezóně 1996/1997 rozehrával. V 62 zápasech si připsal 31 kanadských bodů. Na konci sezóny šel opět reprezentovat Tým Kanady na Mistrovství světa ve Finsku, kde po výhách ve finále 2:1 na zápasy nad Finskem opět získali zlaté medaile a Rob Blake byl ještě k tomu vyhlášen nejlepším obráncem turnaje a byl zvolen do 1. All-Star Týmu Mistrovství světa (ideální sestava turnaje). V sezóně 1997/1998 mezi obránci v NHL vynikal a získal James Norris Memorial Trophy (cena pro nejlepšího obránce sezóny NHL) a byl zvolen do 1. All-Star Týmu NHL. Byl také nominován do reprezentačního týmu Kanady pro Zimní olympijské hry, které se hráli v únoru 1998. Na těchto olympijských hrách byla Kanada velkým favoritem. V Playoff porazili ve čtvrtfinále 4:1 Kazachstán, ale v semifinále nečekaně prohráli s Českou republikou na samostatné nájezdy 1:2 a svůj neúspěch dovršili při porážce 2:3 od Finska v zápase o 3. místo. Kanada tedy skončila bez medaile, ale Rob Blake si alespoň jeden úspěch odvezl a to v podobě vyhlášení nejlepším obráncem turnaje. Na konci sezóny ještě přijal možnost reprezentovat Kanadu na Mistrovství světa ve Švýcarsku, ale tam s kanadským týmem skončili dokonce až na 6. místě poté, co nepostoupili ze čtvrtfinálové skupiny. V sezóně 1998/1999 opět čtvrtinu zápasů kvůli zraněním vynechal, což bylo znát i na nižší produktivitě. Přesto byl opět zvolen do All-Star Game, a na konci sezóny už popáté přijal možnost reprezentovat Kanadu na Mistrovství světa, tentokrát v Norsku, kde ovšem skončili bez medaile na 4. místě. V sezóně 1999/2000 hrál výtečně. Byl zvolen do NHL All-Star Game a za celou sezónu byl zvolen do 2. All-Star Týmu sezóny NHL. V sezóně 2000/2001 byl už počtvrté zvolen do NHL All-Star Game.
Po 54 utkáních sezóny 2000/2001, odehraných za Los Angeles Kings, byl vyměněn spolu se Stevem Reinprechtem do Colorada Avalanche, za Adama Deadmarshe, Aarona Millera, 1. kolo draftu 2001 (Dave Steckel) a 1. kolo draftu 2003 (Brian Boyle) + pozdější vyrovnání (jednalo se o Coloradské postoupení práv na hráče Jareda Aulina týmu Los Angeles). Rob Blake se touto výměnou dostal před Playoff NHL do týmu favorizovaného na Stanley Cup. V Denveru hrál skvěle a tým Colorado Avalanche získáním Roba Blakea o třídu zvýšil své šance na Stanley Cup, který nakonec také získali. Rob Blake tím dosáhl další velké mety, společně se Stanley Cupem vyhrál i další klubovou trofej – Clarence S. Campbell Bowl a byl zvolen do 2. All-Star Týmu sezóny NHL. Ve vynikajících výkonech pokračoval i v sezóně 2001/2002, ve které hrál opět v NHL All-Star Game a byl znovu zvolen do 2. All-Star Týmu sezóny NHL. Během sezóny si také zahrál za reprezentaci Kanady na Zimních olympijských hrách v Salt Lake City, kde po vítězstvích ve čtvrtfinále 2:1 nad Finskem, v semifinále 7:1 nad Běloruskem a ve finále 5:2 nad USA – získali zlaté medaile a Rob Blake tím pádem dovršil podmínky k přijetí do Triple Gold Clubu (zisk zlatých medailí z mistrovství světa a zimních olympijských her a vítězství ve Stanley Cupu). Rob Blake se tak zařadil mezi legendy ledního hokeje. V sezóně 2002/2003 i 2003/2004 hrál pošesté a posedmé v NHL All-Star Game. Celkově si Rob Blake v 7 All-Star zápasech připsal 4 kanadské body za 1 gól a 3 asistence. V sezóně 2004/2005, kdy se NHL kvůli výluce nehrála, nehrál vůbec a doléčoval šrámy. Vůbec na něm pauza nebyla znát a v sezóně 2005/2006 získal v 81 zápasech NHL 51 kanadských bodů a byl během sezóny nominován do reprezentace Kanady pro Zimní olympijské hry 2006 v Turíně. Tyto Olympijské hry ovšem skončili pro Kanadu fiaskem, když nepostoupili ve čtvrtfinále přes Rusko, se kterým prohráli 0:2. Skončili na tristním 7. místě.
Po této sezóně mu skončila smlouva u Colorada Avalanche a jako volný hráč podepsal smlouvu se svým staronovým týmem Los Angeles Kings. Ve 37 letech se tak vrátil tam, kde v NHL začínal. Zde už se na něm začal projevovat jeho vyšší hokejový věk a už nezářil, tak jako dříve. Přesto byl stále nesmírně platný. V sezóně 2006/2007 si připsal 34 kanadských bodů a v sezóně 2007/2008 si připsal 31 kanadských bodů.
Po 2 sezónách v Los Angeles mu opět vypršela smlouva a tentokrát jako volný hráč podepsal smlouvu se San Jose Sharks. Ve 39 letech se nečekaně vrátil v San Jose mezi elitní obránce ligy. V té sezóně si připsal v 73 zápasech 45 kanadských bodů za 10 gólů a 35 asistencí.
19. června 2010 oficiálně ukončil hráčskou kariéru.

### Kariéra funkcionáře
V roce 2011 se stal asistentem generálního manažera v týmu Kanady pro Světový šampionát 2011. Pro stejnou roli byl zvolen vedením asociace také pro šampionát 2014. Mimoto se před sezónou 2013/14 stal asistentem generálního manažera klubu NHL – Los Angeles Kings.

## Individuální úspěchy
- 1988/1989 – 2. All-Star Team CCHA (Bowling Green University)
- 1989/1990 – 1. All-Star Team CCHA (Bowling Green University)
- 1989/1990 – 1. All-American Team NCAA West (Bowling Green University)
- 1990/1991 – 1. NHL All-Rookie Team (Los Angeles Kings)
- 1993/1994 – NHL All-Star Game (Západní Konference)
- 1997 – Nejlepší obránce Mistrovství světa (Kanadská hokejová reprezentace)
- 1997 – 1. All-Star Tým Mistrovství světa (Kanadská hokejová reprezentace)
- 1998 – Nejlepší obránce na hokejovém turnaji Zimních olympijských her (Kanadská hokejová reprezentace)
- 1997/1998 – James Norris Memorial Trophy (Los Angeles Kings)
- 1997/1998 – 1. All-Star Team NHL (Los Angeles Kings)
- 1998/1999 – NHL All-Star Game (Severní Amerika)
- 1999/2000 – NHL All-Star Game (Severní Amerika)
- 1999/2000 – 2. All-Star Team NHL (Los Angeles Kings)
- 2000/2001 – NHL All-Star Game (Severní Amerika)
- 2000/2001 – 2. All-Star Team NHL (Colorado Avalanche)
- 2001/2002 – NHL All-Star Game (Severní Amerika)
- 2001/2002 – 2. All-Star Team NHL (Colorado Avalanche)
- 2002/2003 – NHL All-Star Game (Západní konference)
- 2003/2004 – NHL All-Star Game (Západní konference)

## Kolektivní úspěchy
- 1991 – Stříbrná medaile na Mistrovství světa (Kanadská hokejová reprezentace)
- 1992/1993 – Clarence S. Campbell Bowl (Los Angeles Kings)
- 1994 – Zlatá medaile z Mistrovství světa (Kanadská hokejová reprezentace)
- 1996 – Stříbrná medaile na Světovém poháru (Kanadská hokejová reprezentace)
- 1997 – Zlatá medaile z Mistrovství světa (Kanadská hokejová reprezentace)
- 2000/2001 – Clarence S. Campbell Bowl (Colorado Avalanche)
- 2000/2001 – Stanley Cup (Colorado Avalanche)
- 2002 – Zlatá medaile na Zimních olympijských hrách (Kanadská hokejová reprezentace)

## Prvenství
- Debut v NHL – 27. března 1990 (Los Angeles Kings proti Winnipeg Jets)
- První asistence v NHL – 8. dubna 1990 (Los Angeles Kings proti Calgary Flames)
- První gól v NHL – 12. dubna 1990 (Calgary Flames proti Los Angeles Kings, kanadskému brankáři Mike Vernon)
- První hattrick v NHL – 14. prosince 2000 (Los Angeles Kings proti New York Rangers)

## Klubové statistiky
| Sezóna        | Klub               | Soutěž        |      | Základní část | Základní část | Základní část | Základní část | Základní část |    | Play off | Play off | Play off | Play off | Play off |
| Sezóna        | Klub               | Soutěž        | Z    | G             | A             | B             | TM            | Z             | G  | A        | B        | TM       |          |          |
| 1985/1986     | Brantford          | OHA-B         | 39   | 3             | 13            | 16            | 43            | —             | —  | —        | —        | —        |          |          |
| 1986/1987     | Stratford          | OHA-B         | 31   | 11            | 20            | 31            | 115           | —             | —  | —        | —        | —        |          |          |
| 1987/1988     | Bowling Green      | CCHA          | 43   | 5             | 8             | 13            | 88            | —             | —  | —        | —        | —        |          |          |
| 1988/1989     | Bowling Green      | CCHA          | 46   | 11            | 21            | 32            | 140           | —             | —  | —        | —        | —        |          |          |
| 1989/1990     | Bowling Green      | CCHA          | 42   | 23            | 36            | 59            | 140           | —             | —  | —        | —        | —        |          |          |
| 1989/1990     | Los Angeles Kings  | NHL           | 4    | 0             | 0             | 0             | 4             | 8             | 1  | 3        | 4        | 4        |          |          |
| 1990/1991     | Los Angeles Kings  | NHL           | 75   | 12            | 34            | 46            | 125           | 12            | 1  | 4        | 5        | 26       |          |          |
| 1991/1992     | Los Angeles Kings  | NHL           | 57   | 7             | 13            | 20            | 102           | 6             | 2  | 1        | 3        | 12       |          |          |
| 1992/1993     | Los Angeles Kings  | NHL           | 76   | 16            | 43            | 59            | 152           | 23            | 4  | 6        | 10       | 46       |          |          |
| 1993/1994     | Los Angeles Kings  | NHL           | 84   | 20            | 48            | 68            | 137           | —             | —  | —        | —        | —        |          |          |
| 1994/1995     | Los Angeles Kings  | NHL           | 24   | 4             | 7             | 11            | 38            | —             | —  | —        | —        | —        |          |          |
| 1995/1996     | Los Angeles Kings  | NHL           | 6    | 1             | 2             | 3             | 8             | —             | —  | —        | —        | —        |          |          |
| 1996/1997     | Los Angeles Kings  | NHL           | 62   | 8             | 23            | 31            | 82            | —             | —  | —        | —        | —        |          |          |
| 1997/1998     | Los Angeles Kings  | NHL           | 81   | 23            | 27            | 50            | 94            | 4             | 0  | 0        | 0        | 6        |          |          |
| 1998/1999     | Los Angeles Kings  | NHL           | 62   | 12            | 23            | 35            | 128           | —             | —  | —        | —        | —        |          |          |
| 1999/2000     | Los Angeles Kings  | NHL           | 77   | 18            | 39            | 57            | 112           | 4             | 0  | 2        | 2        | 4        |          |          |
| 2000/2001     | Los Angeles Kings  | NHL           | 54   | 17            | 32            | 49            | 69            | —             | —  | —        | —        | —        |          |          |
| 2000/2001     | Colorado Avalanche | NHL           | 13   | 2             | 8             | 10            | 8             | 23            | 6  | 13       | 19       | 16       |          |          |
| 2001/2002     | Colorado Avalanche | NHL           | 75   | 16            | 40            | 56            | 58            | 20            | 6  | 6        | 12       | 16       |          |          |
| 2002/2003     | Colorado Avalanche | NHL           | 79   | 17            | 28            | 45            | 57            | 7             | 1  | 2        | 3        | 8        |          |          |
| 2003/2004     | Colorado Avalanche | NHL           | 74   | 13            | 33            | 46            | 61            | 9             | 0  | 5        | 5        | 6        |          |          |
| 2005/2006     | Colorado Avalanche | NHL           | 81   | 14            | 37            | 51            | 94            | 9             | 3  | 1        | 4        | 8        |          |          |
| 2006/2007     | Los Angeles Kings  | NHL           | 72   | 14            | 20            | 34            | 82            | —             | —  | —        | —        | —        |          |          |
| 2007/2008     | Los Angeles Kings  | NHL           | 71   | 9             | 22            | 31            | 98            | —             | —  | —        | —        | —        |          |          |
| 2008/2009     | San Jose Sharks    | NHL           | 73   | 10            | 35            | 45            | 110           | 6             | 1  | 3        | 4        | 4        |          |          |
| 2009/2010     | San Jose Sharks    | NHL           | 70   | 7             | 23            | 30            | 60            | 15            | 1  | 1        | 2        | 10       |          |          |
| OHA-B celkově | OHA-B celkově      | OHA-B celkově | 70   | 14            | 33            | 47            | 158           | —             | —  | —        | —        | —        |          |          |
| CCHA celkově  | CCHA celkově       | CCHA celkově  | 131  | 39            | 65            | 104           | 368           | —             | —  | —        | —        | —        |          |          |
| NHL celkově   | NHL celkově        | NHL celkově   | 1270 | 240           | 537           | 777           | 1679          | 146           | 26 | 47       | 73       | 166      |          |          |

## Reprezentace
| Rok                    | Tým                    | Soutěž                 | Z  | G | A  | B  | TM |
| ---------------------- | ---------------------- | ---------------------- | -- | - | -- | -- | -- |
| 1991                   | Kanada                 | MS                     | 2  | 0 | 2  | 2  | 0  |
| 1994                   | Kanada                 | MS                     | 8  | 0 | 2  | 2  | 6  |
| 1996                   | Kanada                 | SP                     | 4  | 0 | 1  | 1  | 0  |
| 1997                   | Kanada                 | MS                     | 11 | 2 | 2  | 4  | 22 |
| 1998                   | Kanada                 | ZOH                    | 6  | 1 | 1  | 2  | 2  |
| 1998                   | Kanada                 | MS                     | 5  | 1 | 0  | 1  | 6  |
| 1999                   | Kanada                 | MS                     | 10 | 2 | 5  | 7  | 12 |
| 2002                   | Kanada                 | ZOH                    | 6  | 1 | 2  | 3  | 2  |
| 2006                   | Kanada                 | ZOH                    | 6  | 0 | 1  | 1  | 2  |
| Seniorská reprezentace | Seniorská reprezentace | Seniorská reprezentace | 58 | 7 | 16 | 23 | 52 |